# Panquehue
Panquehue est une ville et une commune du Chili dans la Province de San Felipe, elle-même située dans la région de Valparaiso. En 2012, sa population s'élevait à 6 974 habitants. La superficie de la commune est de 122 km2 (densité de 56 hab./km2).
Le territoire de Panquehue épouse la vallée du río Aconcagua et est nettement délimité au nord par la rivière, au sud par la chaine de collines qui domine la vallée, à l'est par la rivière qui effectue un coude et le territoire de San Antonio et à l'ouest par le territoire de la commune Llallay. La commune est traversée par la route CH-60 axe principal reliant la région centrale du Chili à l'Argentine. Son économie repose sur la production de fruits et de vins.